# Corrente
Corrente là một đô thị thuộc bang Piauí, Brasil. Đô thị này có diện tích 3051,161 km², dân số năm 2007 là 24578 người, mật độ 8,06 người/km².